# Ligue Europa 2022-2023
Navigation
Édition 2021-2022 Édition 2023-2024
La Ligue Europa 2022-2023 est la 52e édition de la deuxième plus prestigieuse coupe européenne des clubs de football, la 12e sous le nom de Ligue Europa. Organisée par l'UEFA, la compétition est ouverte aux clubs de football des associations membres de l'UEFA, qualifiés en fonction de leurs bons résultats en championnat ou coupe nationale.
La finale se déroule le 31 mai 2023 au Stade Ferenc-Puskás de Budapest et se conclut sur la victoire du Séville FC.
Le vainqueur de la Ligue Europa se qualifie pour la Supercoupe de l'UEFA 2023, le Club Challenge UEFA-CONMEBOL 2023 ainsi que pour la phase de groupes de la Ligue des champions de l'UEFA 2023-2024.

## Désignation de la ville organisatrice de la finale

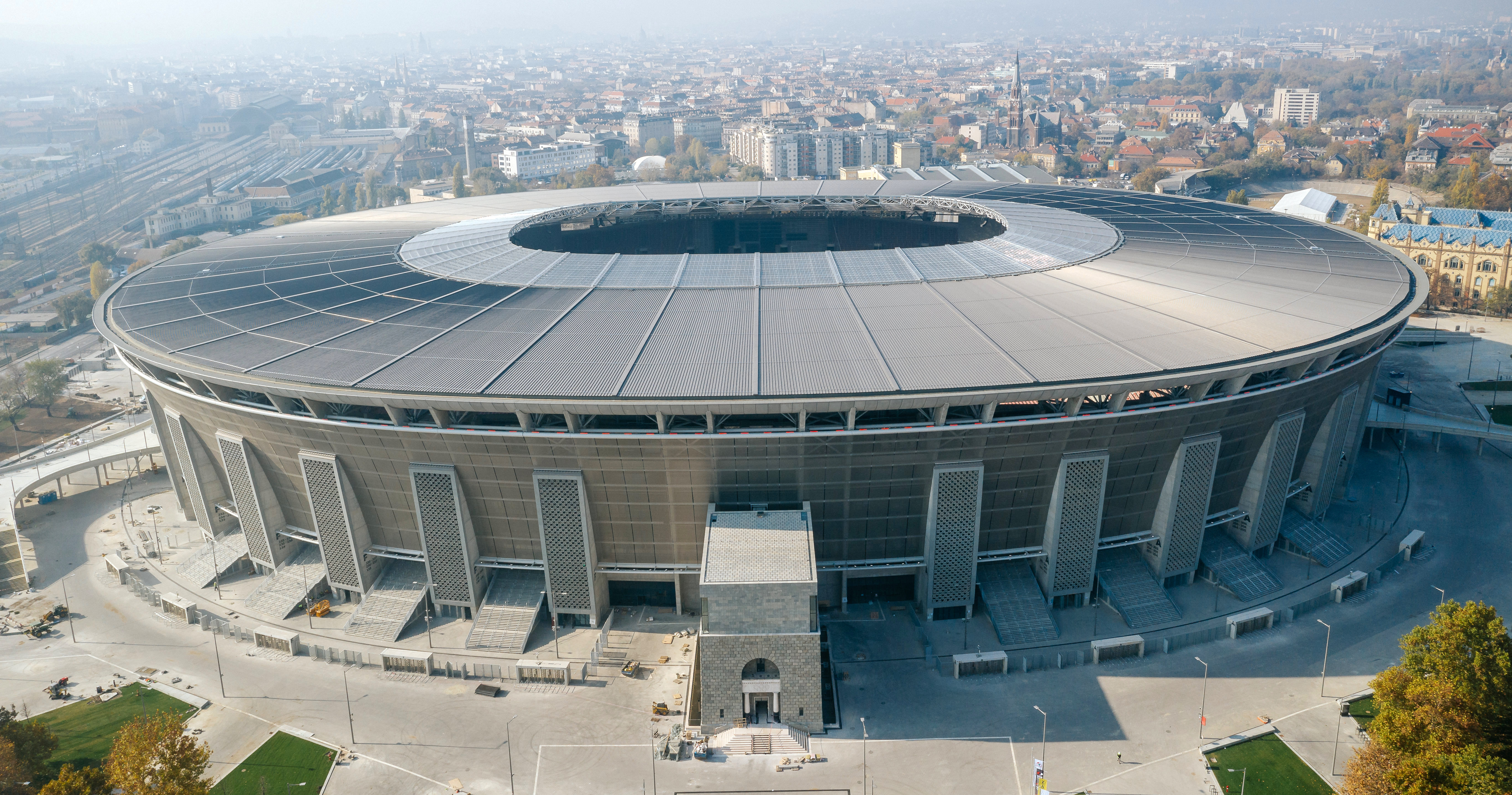
Stade hôte de la finale, le Stade Ferenc-Puskás de Budapest

Le 2 mars 2020, le comité exécutif de l'UEFA annonce que la finale de la Ligue Europa 2021-2022 se déroulera au Stade Ferenc-Puskás de Budapest.
En raison de la pandémie de Covid-19, le 17 juin 2020, le comité exécutif de l'UEFA que les trois sites des finales 2020 à 2022 ont accepté de repousser d'un an leurs engagements. En conséquence la finale 2023 se déroulera au Stade Ferenc-Puskás de Budapest.

## Format
Le format de cette compétition est le suivant : 
- Une phase de qualification composée de deux tours de qualification, dont le dernier est dit de barrage. Les clubs sont séparés en deux séries de qualifications, l'une pour les champions nationaux (dite Voie des champions) et l'autre pour les non-champions (dite Voie principale). Les équipes éliminées de la Ligue des champions participent à chaque tour de cette phase.
- Une phase de groupes, qui consiste en huit mini-championnats de quatre équipes par groupe. Les deux premiers de chaque groupe poursuivent la compétition. En cas d'égalité de points entre deux ou plusieurs équipes, le classement est déterminé d'abord par la différence de points particulière entre les équipes à égalité puis la différence de buts particulière.
- Une phase finale composée de :
  - Un barrage additionnel (ou seizièmes de finale), en aller-retour, constitué des équipes classées deuxièmes de groupe et les équipes classées troisièmes de leur groupe en Ligue des champions.
  - Un tournoi à élimination directe, constituée des 8 premiers de la phase de groupes et des 8 vainqueurs du barrage d'après poules et décomposée en huitièmes de finale, quarts de finale, et demi-finales en aller-retour et d'une finale sur terrain neutre.

## Participants
57 à 58 équipes provenant des associations membres de l'UEFA participeront à la Ligue Europa 2022‑2023.
La liste d'accès est modifiée dans le cadre de l'évolution des compétitions interclubs de l’UEFA pour le cycle 2021-24.
Le 2 mai 2022, l'UEFA annonce que les clubs russes sont exclus de ses compétitions interclubs en raison de l'invasion de l'Ukraine par la Russie, entraînant un rééquilibrage de la liste d'accès,.

### Nombre de places par association
La répartition pour la saison 2022-2023 est la suivante :
- Les associations aux places 1 à 5 du classement UEFA 2021 ont 2 clubs qualifiés
- Les associations aux places 6 à 15 ont 1 clubs qualifié
- 29 équipes éliminées de la Ligue des champions 2022-2023 sont repêchées dans cette compétition. Les équipes championnes de leur pays se rencontrent exclusivement entre elles lors de la phase de qualifications.
- Une place est attribuée en phase de groupes au vainqueur de la Ligue Europa Conférence 2021-2022. Si ce club est déjà qualifié pour la Ligue Europa ou la Ligue des champions, sa place est libérée et les équipes des associations les mieux classées dans les tours précédents seront promues en conséquence.

### Règles de distribution des places par association nationale
Les places attribuées par association nationale vont par ordre de priorité :
- à l'équipe vainqueur de la coupe nationale ;
- aux équipes les mieux classées dans les championnats nationaux et non qualifiées en Ligue des champions.

Cet ordre de priorité détermine le tour préliminaire d'entrée le plus tardif en qualifications et pour la phase de groupes de la Ligue Europa. Les vainqueurs des coupes nationales des associations classées aux six premières places du classement UEFA 2021 (Angleterre, Espagne, Italie, Allemagne, France et Portugal), le quatrième du championnat de l'association classée cinquième (France) et le cinquième du championnat des associations 1 à 4 (Angleterre, Espagne, Italie et Allemagne) sont directement qualifiés pour la phase de groupes.

### Clubs participants
| Barrages de la phase à élimination directe | Barrages de la phase à élimination directe | Barrages de la phase à élimination directe | Barrages de la phase à élimination directe | Barrages de la phase à élimination directe | Barrages de la phase à élimination directe | Barrages de la phase à élimination directe | Barrages de la phase à élimination directe | Barrages de la phase à élimination directe | Barrages de la phase à élimination directe | Barrages de la phase à élimination directe | Barrages de la phase à élimination directe | Barrages de la phase à élimination directe | Barrages de la phase à élimination directe | Barrages de la phase à élimination directe | Barrages de la phase à élimination directe |
| --- | --- | --- | --- | --- | --- | --- | --- | --- | --- | --- | --- | --- | --- | --- | --- |
| - 8 « troisièmes » repêchés de la phase de groupes de la Ligue des champions : - FC Barcelone (114.000) - Juventus FC (107.000) - Séville FC (91.000) - Ajax Amsterdam (82.500) - RB Salzbourg (71.000) - Chakhtar Donetsk (71.000) - Bayer Leverkusen (53.000) - Sporting CP (52.500) | | | | | | | | | | | | | | | |
| Phase de groupes | | | | | | | | | | | | | | | |
| - Arsenal FC (80.000) 5e d'Angleterre en 2021-2022 - Manchester United (105.000) 6e d'Angleterre en 2021-2022 - Real Betis (21.000) Vainqueur de la Coupe d'Espagne 2021-2022 - Real Sociedad (26.000) 6e d'Espagne en 2021-2022 - SS Lazio (53.000) 5e d'Italie en 2021-2022 - AS Rome (100.000) 6e d'Italie en 2021-2022 - Union Berlin (15.042) 5e d'Allemagne en 2021-2022 - SC Fribourg (15.042) 6e d'Allemagne en 2021-2022 - FC Nantes (12.016) Vainqueur de la Coupe de France 2021-2022 - Stade rennais FC (33.000) 4e de France en 2021-2022 - SC Braga (46.000) 4e de Portugal en 2021-2022 - Feyenoord Rotterdam (40.000) 3e des Pays-Bas en 2021-2022, | - Arsenal FC (80.000) 5e d'Angleterre en 2021-2022 - Manchester United (105.000) 6e d'Angleterre en 2021-2022 - Real Betis (21.000) Vainqueur de la Coupe d'Espagne 2021-2022 - Real Sociedad (26.000) 6e d'Espagne en 2021-2022 - SS Lazio (53.000) 5e d'Italie en 2021-2022 - AS Rome (100.000) 6e d'Italie en 2021-2022 - Union Berlin (15.042) 5e d'Allemagne en 2021-2022 - SC Fribourg (15.042) 6e d'Allemagne en 2021-2022 - FC Nantes (12.016) Vainqueur de la Coupe de France 2021-2022 - Stade rennais FC (33.000) 4e de France en 2021-2022 - SC Braga (46.000) 4e de Portugal en 2021-2022 - Feyenoord Rotterdam (40.000) 3e des Pays-Bas en 2021-2022, | - Arsenal FC (80.000) 5e d'Angleterre en 2021-2022 - Manchester United (105.000) 6e d'Angleterre en 2021-2022 - Real Betis (21.000) Vainqueur de la Coupe d'Espagne 2021-2022 - Real Sociedad (26.000) 6e d'Espagne en 2021-2022 - SS Lazio (53.000) 5e d'Italie en 2021-2022 - AS Rome (100.000) 6e d'Italie en 2021-2022 - Union Berlin (15.042) 5e d'Allemagne en 2021-2022 - SC Fribourg (15.042) 6e d'Allemagne en 2021-2022 - FC Nantes (12.016) Vainqueur de la Coupe de France 2021-2022 - Stade rennais FC (33.000) 4e de France en 2021-2022 - SC Braga (46.000) 4e de Portugal en 2021-2022 - Feyenoord Rotterdam (40.000) 3e des Pays-Bas en 2021-2022, | - Arsenal FC (80.000) 5e d'Angleterre en 2021-2022 - Manchester United (105.000) 6e d'Angleterre en 2021-2022 - Real Betis (21.000) Vainqueur de la Coupe d'Espagne 2021-2022 - Real Sociedad (26.000) 6e d'Espagne en 2021-2022 - SS Lazio (53.000) 5e d'Italie en 2021-2022 - AS Rome (100.000) 6e d'Italie en 2021-2022 - Union Berlin (15.042) 5e d'Allemagne en 2021-2022 - SC Fribourg (15.042) 6e d'Allemagne en 2021-2022 - FC Nantes (12.016) Vainqueur de la Coupe de France 2021-2022 - Stade rennais FC (33.000) 4e de France en 2021-2022 - SC Braga (46.000) 4e de Portugal en 2021-2022 - Feyenoord Rotterdam (40.000) 3e des Pays-Bas en 2021-2022, | - Arsenal FC (80.000) 5e d'Angleterre en 2021-2022 - Manchester United (105.000) 6e d'Angleterre en 2021-2022 - Real Betis (21.000) Vainqueur de la Coupe d'Espagne 2021-2022 - Real Sociedad (26.000) 6e d'Espagne en 2021-2022 - SS Lazio (53.000) 5e d'Italie en 2021-2022 - AS Rome (100.000) 6e d'Italie en 2021-2022 - Union Berlin (15.042) 5e d'Allemagne en 2021-2022 - SC Fribourg (15.042) 6e d'Allemagne en 2021-2022 - FC Nantes (12.016) Vainqueur de la Coupe de France 2021-2022 - Stade rennais FC (33.000) 4e de France en 2021-2022 - SC Braga (46.000) 4e de Portugal en 2021-2022 - Feyenoord Rotterdam (40.000) 3e des Pays-Bas en 2021-2022, | - Arsenal FC (80.000) 5e d'Angleterre en 2021-2022 - Manchester United (105.000) 6e d'Angleterre en 2021-2022 - Real Betis (21.000) Vainqueur de la Coupe d'Espagne 2021-2022 - Real Sociedad (26.000) 6e d'Espagne en 2021-2022 - SS Lazio (53.000) 5e d'Italie en 2021-2022 - AS Rome (100.000) 6e d'Italie en 2021-2022 - Union Berlin (15.042) 5e d'Allemagne en 2021-2022 - SC Fribourg (15.042) 6e d'Allemagne en 2021-2022 - FC Nantes (12.016) Vainqueur de la Coupe de France 2021-2022 - Stade rennais FC (33.000) 4e de France en 2021-2022 - SC Braga (46.000) 4e de Portugal en 2021-2022 - Feyenoord Rotterdam (40.000) 3e des Pays-Bas en 2021-2022, | - Arsenal FC (80.000) 5e d'Angleterre en 2021-2022 - Manchester United (105.000) 6e d'Angleterre en 2021-2022 - Real Betis (21.000) Vainqueur de la Coupe d'Espagne 2021-2022 - Real Sociedad (26.000) 6e d'Espagne en 2021-2022 - SS Lazio (53.000) 5e d'Italie en 2021-2022 - AS Rome (100.000) 6e d'Italie en 2021-2022 - Union Berlin (15.042) 5e d'Allemagne en 2021-2022 - SC Fribourg (15.042) 6e d'Allemagne en 2021-2022 - FC Nantes (12.016) Vainqueur de la Coupe de France 2021-2022 - Stade rennais FC (33.000) 4e de France en 2021-2022 - SC Braga (46.000) 4e de Portugal en 2021-2022 - Feyenoord Rotterdam (40.000) 3e des Pays-Bas en 2021-2022, | - Arsenal FC (80.000) 5e d'Angleterre en 2021-2022 - Manchester United (105.000) 6e d'Angleterre en 2021-2022 - Real Betis (21.000) Vainqueur de la Coupe d'Espagne 2021-2022 - Real Sociedad (26.000) 6e d'Espagne en 2021-2022 - SS Lazio (53.000) 5e d'Italie en 2021-2022 - AS Rome (100.000) 6e d'Italie en 2021-2022 - Union Berlin (15.042) 5e d'Allemagne en 2021-2022 - SC Fribourg (15.042) 6e d'Allemagne en 2021-2022 - FC Nantes (12.016) Vainqueur de la Coupe de France 2021-2022 - Stade rennais FC (33.000) 4e de France en 2021-2022 - SC Braga (46.000) 4e de Portugal en 2021-2022 - Feyenoord Rotterdam (40.000) 3e des Pays-Bas en 2021-2022, | - 4 champions repêchés des barrages de la Ligue des champions : - Étoile rouge de Belgrade (46.000) - Qarabağ FK (25.000) - FK Bodø/Glimt (17.000) - Trabzonspor (5.500) - 2 non-champions repêchés des barrages de la Ligue des champions : - Dynamo Kiev (44.000) - PSV Eindhoven (33.000) - 4 non-champions repêchés du 3e tour de qualification de la Ligue des champions : - AS Monaco (26.000) - FC Midtjylland (19.000) - Sturm Graz (7.770) - Union Saint-Gilloise (6.120) | - 4 champions repêchés des barrages de la Ligue des champions : - Étoile rouge de Belgrade (46.000) - Qarabağ FK (25.000) - FK Bodø/Glimt (17.000) - Trabzonspor (5.500) - 2 non-champions repêchés des barrages de la Ligue des champions : - Dynamo Kiev (44.000) - PSV Eindhoven (33.000) - 4 non-champions repêchés du 3e tour de qualification de la Ligue des champions : - AS Monaco (26.000) - FC Midtjylland (19.000) - Sturm Graz (7.770) - Union Saint-Gilloise (6.120) | - 4 champions repêchés des barrages de la Ligue des champions : - Étoile rouge de Belgrade (46.000) - Qarabağ FK (25.000) - FK Bodø/Glimt (17.000) - Trabzonspor (5.500) - 2 non-champions repêchés des barrages de la Ligue des champions : - Dynamo Kiev (44.000) - PSV Eindhoven (33.000) - 4 non-champions repêchés du 3e tour de qualification de la Ligue des champions : - AS Monaco (26.000) - FC Midtjylland (19.000) - Sturm Graz (7.770) - Union Saint-Gilloise (6.120) | - 4 champions repêchés des barrages de la Ligue des champions : - Étoile rouge de Belgrade (46.000) - Qarabağ FK (25.000) - FK Bodø/Glimt (17.000) - Trabzonspor (5.500) - 2 non-champions repêchés des barrages de la Ligue des champions : - Dynamo Kiev (44.000) - PSV Eindhoven (33.000) - 4 non-champions repêchés du 3e tour de qualification de la Ligue des champions : - AS Monaco (26.000) - FC Midtjylland (19.000) - Sturm Graz (7.770) - Union Saint-Gilloise (6.120) | - 4 champions repêchés des barrages de la Ligue des champions : - Étoile rouge de Belgrade (46.000) - Qarabağ FK (25.000) - FK Bodø/Glimt (17.000) - Trabzonspor (5.500) - 2 non-champions repêchés des barrages de la Ligue des champions : - Dynamo Kiev (44.000) - PSV Eindhoven (33.000) - 4 non-champions repêchés du 3e tour de qualification de la Ligue des champions : - AS Monaco (26.000) - FC Midtjylland (19.000) - Sturm Graz (7.770) - Union Saint-Gilloise (6.120) | - 4 champions repêchés des barrages de la Ligue des champions : - Étoile rouge de Belgrade (46.000) - Qarabağ FK (25.000) - FK Bodø/Glimt (17.000) - Trabzonspor (5.500) - 2 non-champions repêchés des barrages de la Ligue des champions : - Dynamo Kiev (44.000) - PSV Eindhoven (33.000) - 4 non-champions repêchés du 3e tour de qualification de la Ligue des champions : - AS Monaco (26.000) - FC Midtjylland (19.000) - Sturm Graz (7.770) - Union Saint-Gilloise (6.120) | - 4 champions repêchés des barrages de la Ligue des champions : - Étoile rouge de Belgrade (46.000) - Qarabağ FK (25.000) - FK Bodø/Glimt (17.000) - Trabzonspor (5.500) - 2 non-champions repêchés des barrages de la Ligue des champions : - Dynamo Kiev (44.000) - PSV Eindhoven (33.000) - 4 non-champions repêchés du 3e tour de qualification de la Ligue des champions : - AS Monaco (26.000) - FC Midtjylland (19.000) - Sturm Graz (7.770) - Union Saint-Gilloise (6.120) | - 4 champions repêchés des barrages de la Ligue des champions : - Étoile rouge de Belgrade (46.000) - Qarabağ FK (25.000) - FK Bodø/Glimt (17.000) - Trabzonspor (5.500) - 2 non-champions repêchés des barrages de la Ligue des champions : - Dynamo Kiev (44.000) - PSV Eindhoven (33.000) - 4 non-champions repêchés du 3e tour de qualification de la Ligue des champions : - AS Monaco (26.000) - FC Midtjylland (19.000) - Sturm Graz (7.770) - Union Saint-Gilloise (6.120) |
| Barrages | | | | | | | | | | | | | | | |
| - 6 champions repêchés du 3e tour de qualification de la Ligue des champions : - Ludogorets Razgrad (23.000) - Sheriff Tiraspol (22.500) - Ferencváros TC (15.500) - Apollon Limassol (14.000) - Žalgiris Vilnius (8.000) - FC Pyunik (4.250) | - 6 champions repêchés du 3e tour de qualification de la Ligue des champions : - Ludogorets Razgrad (23.000) - Sheriff Tiraspol (22.500) - Ferencváros TC (15.500) - Apollon Limassol (14.000) - Žalgiris Vilnius (8.000) - FC Pyunik (4.250) | - 6 champions repêchés du 3e tour de qualification de la Ligue des champions : - Ludogorets Razgrad (23.000) - Sheriff Tiraspol (22.500) - Ferencváros TC (15.500) - Apollon Limassol (14.000) - Žalgiris Vilnius (8.000) - FC Pyunik (4.250) | - 6 champions repêchés du 3e tour de qualification de la Ligue des champions : - Ludogorets Razgrad (23.000) - Sheriff Tiraspol (22.500) - Ferencváros TC (15.500) - Apollon Limassol (14.000) - Žalgiris Vilnius (8.000) - FC Pyunik (4.250) | - 6 champions repêchés du 3e tour de qualification de la Ligue des champions : - Ludogorets Razgrad (23.000) - Sheriff Tiraspol (22.500) - Ferencváros TC (15.500) - Apollon Limassol (14.000) - Žalgiris Vilnius (8.000) - FC Pyunik (4.250) | - 6 champions repêchés du 3e tour de qualification de la Ligue des champions : - Ludogorets Razgrad (23.000) - Sheriff Tiraspol (22.500) - Ferencváros TC (15.500) - Apollon Limassol (14.000) - Žalgiris Vilnius (8.000) - FC Pyunik (4.250) | - 6 champions repêchés du 3e tour de qualification de la Ligue des champions : - Ludogorets Razgrad (23.000) - Sheriff Tiraspol (22.500) - Ferencváros TC (15.500) - Apollon Limassol (14.000) - Žalgiris Vilnius (8.000) - FC Pyunik (4.250) | - 6 champions repêchés du 3e tour de qualification de la Ligue des champions : - Ludogorets Razgrad (23.000) - Sheriff Tiraspol (22.500) - Ferencváros TC (15.500) - Apollon Limassol (14.000) - Žalgiris Vilnius (8.000) - FC Pyunik (4.250) | - KAA La Gantoise (27.500) Vainqueur de la Coupe de Belgique 2021-2022 - Austria Vienne (7.770) 3e d'Autriche en 2021-2022 - Heart of Midlothian (7.380) 3e d'Écosse en 2021-2022 - SK Dnipro-1 (6.360) 3e d'Ukraine en 2021-2022 - Sivasspor (6.500) Vainqueur de la Coupe de Turquie 2021-2022 - Silkeborg IF (5.435) 3e du Danemark en 2021-2022, - Omónia Nicosie (7.000) Vainqueur de la Coupe de Chypre 2021-2022                                                            | - KAA La Gantoise (27.500) Vainqueur de la Coupe de Belgique 2021-2022 - Austria Vienne (7.770) 3e d'Autriche en 2021-2022 - Heart of Midlothian (7.380) 3e d'Écosse en 2021-2022 - SK Dnipro-1 (6.360) 3e d'Ukraine en 2021-2022 - Sivasspor (6.500) Vainqueur de la Coupe de Turquie 2021-2022 - Silkeborg IF (5.435) 3e du Danemark en 2021-2022, - Omónia Nicosie (7.000) Vainqueur de la Coupe de Chypre 2021-2022                                                            | - KAA La Gantoise (27.500) Vainqueur de la Coupe de Belgique 2021-2022 - Austria Vienne (7.770) 3e d'Autriche en 2021-2022 - Heart of Midlothian (7.380) 3e d'Écosse en 2021-2022 - SK Dnipro-1 (6.360) 3e d'Ukraine en 2021-2022 - Sivasspor (6.500) Vainqueur de la Coupe de Turquie 2021-2022 - Silkeborg IF (5.435) 3e du Danemark en 2021-2022, - Omónia Nicosie (7.000) Vainqueur de la Coupe de Chypre 2021-2022                                                            | - KAA La Gantoise (27.500) Vainqueur de la Coupe de Belgique 2021-2022 - Austria Vienne (7.770) 3e d'Autriche en 2021-2022 - Heart of Midlothian (7.380) 3e d'Écosse en 2021-2022 - SK Dnipro-1 (6.360) 3e d'Ukraine en 2021-2022 - Sivasspor (6.500) Vainqueur de la Coupe de Turquie 2021-2022 - Silkeborg IF (5.435) 3e du Danemark en 2021-2022, - Omónia Nicosie (7.000) Vainqueur de la Coupe de Chypre 2021-2022                                                            | - KAA La Gantoise (27.500) Vainqueur de la Coupe de Belgique 2021-2022 - Austria Vienne (7.770) 3e d'Autriche en 2021-2022 - Heart of Midlothian (7.380) 3e d'Écosse en 2021-2022 - SK Dnipro-1 (6.360) 3e d'Ukraine en 2021-2022 - Sivasspor (6.500) Vainqueur de la Coupe de Turquie 2021-2022 - Silkeborg IF (5.435) 3e du Danemark en 2021-2022, - Omónia Nicosie (7.000) Vainqueur de la Coupe de Chypre 2021-2022                                                            | - KAA La Gantoise (27.500) Vainqueur de la Coupe de Belgique 2021-2022 - Austria Vienne (7.770) 3e d'Autriche en 2021-2022 - Heart of Midlothian (7.380) 3e d'Écosse en 2021-2022 - SK Dnipro-1 (6.360) 3e d'Ukraine en 2021-2022 - Sivasspor (6.500) Vainqueur de la Coupe de Turquie 2021-2022 - Silkeborg IF (5.435) 3e du Danemark en 2021-2022, - Omónia Nicosie (7.000) Vainqueur de la Coupe de Chypre 2021-2022                                                            | - KAA La Gantoise (27.500) Vainqueur de la Coupe de Belgique 2021-2022 - Austria Vienne (7.770) 3e d'Autriche en 2021-2022 - Heart of Midlothian (7.380) 3e d'Écosse en 2021-2022 - SK Dnipro-1 (6.360) 3e d'Ukraine en 2021-2022 - Sivasspor (6.500) Vainqueur de la Coupe de Turquie 2021-2022 - Silkeborg IF (5.435) 3e du Danemark en 2021-2022, - Omónia Nicosie (7.000) Vainqueur de la Coupe de Chypre 2021-2022                                                            | - KAA La Gantoise (27.500) Vainqueur de la Coupe de Belgique 2021-2022 - Austria Vienne (7.770) 3e d'Autriche en 2021-2022 - Heart of Midlothian (7.380) 3e d'Écosse en 2021-2022 - SK Dnipro-1 (6.360) 3e d'Ukraine en 2021-2022 - Sivasspor (6.500) Vainqueur de la Coupe de Turquie 2021-2022 - Silkeborg IF (5.435) 3e du Danemark en 2021-2022, - Omónia Nicosie (7.000) Vainqueur de la Coupe de Chypre 2021-2022                                                            |
| Troisième tour de qualification | | | | | | | | | | | | | | | |
| Voie des champions - 10 champions repêchés du 2e tour de qualification de la Ligue des champions : - Olympiakós (41.000) - Malmö FF (23.500) - NK Maribor (14.000) - Slovan Bratislava (13.000) - HJK Helsinki (8.500) - F91 Dudelange (8.500) - Shamrock Rovers (7.000) - Linfield FC (7.000) - FC Zurich (7.000) - KF Shkupi (4.500) | Voie des champions - 10 champions repêchés du 2e tour de qualification de la Ligue des champions : - Olympiakós (41.000) - Malmö FF (23.500) - NK Maribor (14.000) - Slovan Bratislava (13.000) - HJK Helsinki (8.500) - F91 Dudelange (8.500) - Shamrock Rovers (7.000) - Linfield FC (7.000) - FC Zurich (7.000) - KF Shkupi (4.500) | Voie des champions - 10 champions repêchés du 2e tour de qualification de la Ligue des champions : - Olympiakós (41.000) - Malmö FF (23.500) - NK Maribor (14.000) - Slovan Bratislava (13.000) - HJK Helsinki (8.500) - F91 Dudelange (8.500) - Shamrock Rovers (7.000) - Linfield FC (7.000) - FC Zurich (7.000) - KF Shkupi (4.500) | Voie des champions - 10 champions repêchés du 2e tour de qualification de la Ligue des champions : - Olympiakós (41.000) - Malmö FF (23.500) - NK Maribor (14.000) - Slovan Bratislava (13.000) - HJK Helsinki (8.500) - F91 Dudelange (8.500) - Shamrock Rovers (7.000) - Linfield FC (7.000) - FC Zurich (7.000) - KF Shkupi (4.500) | Voie des champions - 10 champions repêchés du 2e tour de qualification de la Ligue des champions : - Olympiakós (41.000) - Malmö FF (23.500) - NK Maribor (14.000) - Slovan Bratislava (13.000) - HJK Helsinki (8.500) - F91 Dudelange (8.500) - Shamrock Rovers (7.000) - Linfield FC (7.000) - FC Zurich (7.000) - KF Shkupi (4.500) | Voie des champions - 10 champions repêchés du 2e tour de qualification de la Ligue des champions : - Olympiakós (41.000) - Malmö FF (23.500) - NK Maribor (14.000) - Slovan Bratislava (13.000) - HJK Helsinki (8.500) - F91 Dudelange (8.500) - Shamrock Rovers (7.000) - Linfield FC (7.000) - FC Zurich (7.000) - KF Shkupi (4.500) | Voie des champions - 10 champions repêchés du 2e tour de qualification de la Ligue des champions : - Olympiakós (41.000) - Malmö FF (23.500) - NK Maribor (14.000) - Slovan Bratislava (13.000) - HJK Helsinki (8.500) - F91 Dudelange (8.500) - Shamrock Rovers (7.000) - Linfield FC (7.000) - FC Zurich (7.000) - KF Shkupi (4.500) | Voie des champions - 10 champions repêchés du 2e tour de qualification de la Ligue des champions : - Olympiakós (41.000) - Malmö FF (23.500) - NK Maribor (14.000) - Slovan Bratislava (13.000) - HJK Helsinki (8.500) - F91 Dudelange (8.500) - Shamrock Rovers (7.000) - Linfield FC (7.000) - FC Zurich (7.000) - KF Shkupi (4.500) | Voie principale - 2 non-champions repêchés du 2e tour de qualification de la Ligue des champions : - Fenerbahçe SK (14.500) - AEK Larnaca (7.500) - Partizan Belgrade (24.500) 2e de Serbie en 2021-2022 , - FC Slovácko (5.560) Vainqueur de la Coupe de Tchéquie 2021-2022 , | Voie principale - 2 non-champions repêchés du 2e tour de qualification de la Ligue des champions : - Fenerbahçe SK (14.500) - AEK Larnaca (7.500) - Partizan Belgrade (24.500) 2e de Serbie en 2021-2022 , - FC Slovácko (5.560) Vainqueur de la Coupe de Tchéquie 2021-2022 , | Voie principale - 2 non-champions repêchés du 2e tour de qualification de la Ligue des champions : - Fenerbahçe SK (14.500) - AEK Larnaca (7.500) - Partizan Belgrade (24.500) 2e de Serbie en 2021-2022 , - FC Slovácko (5.560) Vainqueur de la Coupe de Tchéquie 2021-2022 , | Voie principale - 2 non-champions repêchés du 2e tour de qualification de la Ligue des champions : - Fenerbahçe SK (14.500) - AEK Larnaca (7.500) - Partizan Belgrade (24.500) 2e de Serbie en 2021-2022 , - FC Slovácko (5.560) Vainqueur de la Coupe de Tchéquie 2021-2022 , | Voie principale - 2 non-champions repêchés du 2e tour de qualification de la Ligue des champions : - Fenerbahçe SK (14.500) - AEK Larnaca (7.500) - Partizan Belgrade (24.500) 2e de Serbie en 2021-2022 , - FC Slovácko (5.560) Vainqueur de la Coupe de Tchéquie 2021-2022 , | Voie principale - 2 non-champions repêchés du 2e tour de qualification de la Ligue des champions : - Fenerbahçe SK (14.500) - AEK Larnaca (7.500) - Partizan Belgrade (24.500) 2e de Serbie en 2021-2022 , - FC Slovácko (5.560) Vainqueur de la Coupe de Tchéquie 2021-2022 , | Voie principale - 2 non-champions repêchés du 2e tour de qualification de la Ligue des champions : - Fenerbahçe SK (14.500) - AEK Larnaca (7.500) - Partizan Belgrade (24.500) 2e de Serbie en 2021-2022 , - FC Slovácko (5.560) Vainqueur de la Coupe de Tchéquie 2021-2022 , | Voie principale - 2 non-champions repêchés du 2e tour de qualification de la Ligue des champions : - Fenerbahçe SK (14.500) - AEK Larnaca (7.500) - Partizan Belgrade (24.500) 2e de Serbie en 2021-2022 , - FC Slovácko (5.560) Vainqueur de la Coupe de Tchéquie 2021-2022 , |

## Calendrier
La phase de groupes habituellement étalée de septembre à décembre voit son calendrier compressé sur deux mois en raison de la Coupe du monde de football 2022 en décembre.
| Nom                                                                    | Tirage au sort         | Date aller                         | Date retour                      | Équipes participantes         |
| ---------------------------------------------------------------------- | ---------------------- | ---------------------------------- | -------------------------------- | ----------------------------- |
| Tours de qualification (2022)                                          |                        |                                    |                                  |                               |
| Troisième tour de qualification                                        | 18 juillet à Nyon      | 4 août                             | 11 août                          | 14 (2 + 12)                   |
| Barrages                                                               | 2 août à Nyon          | 18 août                            | 25 août                          | 20 (7 + 7 + 6)                |
| Phase de groupes (2022)                                                |                        |                                    |                                  |                               |
| Journées 1 et 6 Journées 2 et 5 Journées 3 et 4                        | 26 août à Istanbul     | 8 septembre 15 septembre 6 octobre | 3 novembre 27 octobre 13 octobre | 32 (10 + 12 + 10)             |
| Phase finale (2023)                                                    |                        |                                    |                                  |                               |
| Barrages de la phase à élimination directe                             | 7 novembre 2022 à Nyon | 16 février                         | 23 février                       | 16 (8 deuxièmes + 8 reversés) |
| Huitièmes de finale                                                    | 24 février à Nyon      | 9 mars                             | 16 mars                          | 16 (8 premiers + 8)           |
| Quarts de finale                                                       | 17 mars à Nyon         | 13 avril                           | 20 avril                         | 8                             |
| Demi-finale                                                            | 17 mars à Nyon         | 11 mai                             | 18 mai                           | 4                             |
| Finale                                                                 | 17 mars à Nyon         | mercredi 31 mai 2023 à Budapest    | mercredi 31 mai 2023 à Budapest  | 2                             |
| en italique : clubs repêchés de la Ligue des champions lors de ce tour |                        |                                    |                                  |                               |

## Phase qualificative

### Troisième tour de qualification
La phase qualificative se divise en deux voies distinctes : la voie des Champions réservée aux champions nationaux et la voie principale. Ce tour voit l'entrée en lice, pour la voie des Champions, des dix perdants de la voie des Champions du deuxième tour de qualification de la Ligue des champions ; le tirage au sort a la particularité de ne pas avoir de têtes de série pour cette voie. La voie principale voit l'entrée des vainqueurs des Coupes nationales des associations classées de la 16e à la 17e place au classement UEFA, auxquels s'ajoutent les deux perdants de la voie de la Ligue du deuxième tour de qualification de la Ligue des champions, pour un total respectif de dix et quatre équipes. Les clubs d'une même association ne peuvent pas se rencontrer. Les vainqueurs de ce tour se qualifient pour les barrages. Dans le même temps, les perdants sont reversés en barrages de la Ligue Europa Conférence.
| Voie des champions                     | Voie des champions                                   |
| -------------------------------------- | ---------------------------------------------------- |
| Tirage intégral                        |                                                      |
| Voie principale                        |                                                      |
| Têtes de série (qualifiés directement) | Non têtes de série (repêchés de Ligue des champions) |
| Partizan Belgrade                      | Fenerbahçe SK                                        |
| FC Slovácko                            | AEK Larnaca                                          |

| Équipe             | Aller           | Total             | Retour          | Équipe            |
| Voie principale    | Voie principale | Voie principale   | Voie principale | Voie principale   |
| ------------------ | --------------- | ----------------- | --------------- | ----------------- |
| AEK Larnaca        | 2 - 1           | 4 - 3             | 2 - 2           | Partizan Belgrade |
| Fenerbahçe SK      | 3 - 0           | 4 - 1             | 1 - 1           | FC Slovácko       |
| Voie des Champions |                 |                   |                 |                   |
| Malmö FF           | 3 - 0           | 5 - 2             | 2 - 2           | F91 Dudelange     |
| Shamrock Rovers    | 3 - 1           | 5 - 2             | 2 - 1           | KF Shkupi         |
| Linfield FC        | 0 - 2           | 0 - 5             | 0 - 3           | FC Zurich         |
| Olympiakós         | 1 - 1           | 3 - 3 (4 - 3 tab) | 2 - 2ap         | Slovan Bratislava |
| NK Maribor         | 0 - 2           | 0 - 3             | 0 - 1           | HJK Helsinki      |

### Barrages
Ce tour voit l'entrée en lice des vainqueurs des Coupe nationales des associations classées de la 9e à la 15e place au classement UEFA, auxquels s'ajoutent les sept vainqueurs du troisième tour de qualification et les six perdants du troisième tour de qualification de la voie des Champions de la Ligue des champions.
Il n'y a plus de séparation entre champions et non-champions lors de ce tour. Les dix vainqueurs de ce tour se qualifient pour la phase de groupes de la Ligue Europa tandis que les dix perdants sont reversés en phase de groupes de la Ligue Europa Conférence.
En raison du rééquilibrage de la liste d'accès en début de saison, l'Omónia Nicosie a d'abord été placé priorité 1 mais le comité des compétitions interclubs l'a finalement replacé en priorité 4.
| Priorité 1 (qualifiés directement) | Priorité 2 (repêchés du 3e TQ de la Ligue des champions) | Priorité 3 (qualifiés du 3e TQ de la Ligue Europa - voie des champions) | Priorité 4 (qualifiés du 3e TQ de la Ligue Europa - voie principale) |
| ---------------------------------- | -------------------------------------------------------- | ----------------------------------------------------------------------- | -------------------------------------------------------------------- |
| KAA La Gantoise                    | Ludogorets Razgrad                                       | Malmö FF                                                                | Omónia Nicosie                                                       |
| Austria Vienne                     | FC Pyunik                                                | Shamrock Rovers                                                         | AEK Larnaca                                                          |
| Heart of Midlothian                | Sheriff Tiraspol                                         | FC Zurich                                                               | Fenerbahçe SK                                                        |
| SK Dnipro-1                        | Ferencváros TC                                           | Olympiakós                                                              |                                                                      |
| Sivasspor                          | Žalgiris Vilnius                                         | HJK Helsinki                                                            |                                                                      |
| Silkeborg IF                       | Apollon Limassol                                         |                                                                         |                                                                      |

Les modalités du tirage au sort sont les suivantes :
- trois clubs de la priorité 1 sont tirés contre les clubs de la priorité 4
- les trois clubs restants de la priorité 1 sont tirés contre trois clubs de la priorité 3
- les deux clubs restants de la priorité 3 sont tirés contre deux clubs de la priorité 2
- les quatre clubs restant de la priorité 2 sont tirés entre eux.

Les clubs d'une même association peuvent se rencontrer lors de ce tour.
| Équipe             | Aller | Total             | Retour   | Équipe              |
| ------------------ | ----- | ----------------- | -------- | ------------------- |
| SK Dnipro-1        | 1 - 2 | 1 - 5             | 0 - 3    | AEK Larnaca         |
| KAA La Gantoise    | 0 - 2 | 0 - 4             | 0 - 2    | Omónia Nicosie      |
| Austria Vienne     | 0 - 2 | 1 - 6             | 1 - 4    | Fenerbahçe SK       |
| FC Zurich          | 2 - 1 | 3 - 1             | 1 - 0    | Heart of Midlothian |
| HJK Helsinki       | 1 - 0 | 2 - 1             | 1 - 1    | Silkeborg IF        |
| Malmö FF           | 3 - 1 | 5 - 1             | 2 - 0    | Sivasspor           |
| Ferencváros TC     | 4 - 0 | 4 - 1             | 0 - 1    | Shamrock Rovers     |
| Apollon Limassol   | 1 - 1 | 2 - 2 (1 - 3 tab) | 1 - 1 ap | Olympiakós          |
| FC Pyunik          | 0 - 0 | 0 - 0 (2 - 3 tab) | 0 - 0 ap | Sheriff Tiraspol    |
| Ludogorets Razgrad | 1 - 0 | 4 - 3             | 3 - 3 ap | Žalgiris Vilnius    |

## Phase de groupes
SS Lazio
AS Rome

### Format et tirage au sort
Le tirage au sort de la phase de groupes aura lieu le 26 août 2022 à Istanbul. Les trente-deux équipes participantes (le vainqueur de la Ligue Europa Conférence 2021-2022, 11 équipes provenant des 6 meilleures associations au classement UEFA, 10 vainqueurs des barrages, 4 équipes éliminées du troisième tour de qualification de la Ligue des champions et 6 équipes éliminées des barrages de la Ligue des champions) sont divisées en quatre chapeaux de huit équipes réparties en fonction de leur coefficient UEFA en 2021.
Celles-ci seront réparties en huit groupes de quatre équipes, avec comme restriction l'impossibilité pour deux équipes d'une même association de se rencontrer dans un même groupe.
| Chapeau 1                     | Chapeau 1 | Chapeau 2             | Chapeau 2 | Chapeau 3             | Chapeau 3 | Chapeau 4            | Chapeau 4 |
| ----------------------------- | --------- | --------------------- | --------- | --------------------- | --------- | -------------------- | --------- |
| AS Rome C4                    | 100.000   | Feyenoord Rotterdam   | 40.000    | Sheriff Tiraspol Ch C | 22.500    | FC Nantes C          | 12.016    |
| Manchester United             | 105.000   | Stade rennais FC      | 33.000    | Real Betis C          | 21.000    | HJK Helsinki Ch      | 8.500     |
| Arsenal FC                    | 80.000    | PSV Eindhoven C       | 33.000    | FC Midtjylland C      | 19.000    | Sturm Graz           | 7.770     |
| SS Lazio                      | 53.000    | AS Monaco             | 26.000    | FK Bodø/Glimt Ch      | 17.000    | AEK Larnaca          | 7.500     |
| SC Braga                      | 46.000    | Real Sociedad         | 26.000    | Ferencváros TC Ch C   | 15.500    | Omónia Nicosie C     | 7.000     |
| Étoile rouge de Belgrade Ch C | 46.000    | Qarabağ FK Ch C       | 25.000    | Union Berlin          | 15.042    | FC Zürich Ch         | 7.000     |
| Dynamo Kiev                   | 44.000    | Malmö FF Ch C         | 23.500    | SC Fribourg           | 15.042    | Union Saint-Gilloise | 6.120     |
| Olympiakós Ch                 | 41.000    | Ludogorets Razgrad Ch | 23.000    | Fenerbahçe SK         | 14.500    | Trabzonspor Ch       | 5.500     |

C4 : Vainqueur de la Ligue Europa Conférence
 C : Vainqueur de la coupe nationale
 Ch : Champion national
- Qualifié pour les huitièmes de finale
- Qualifié pour les barrages de la phase à élimination directe
- Repêché pour les barrages de la phase à élimination directe de la Ligue Europa Conférence

### Matchs et classements
Légende des classements
- Qualifié pour les huitièmes de finale
- Qualifié pour les barrages de la phase à élimination directe
- Repêché pour les barrages de la phase à élimination directe de la Ligue Europa Conférence

Légende des résultats
- Victoire à domicile
- Match nul
- Victoire à l'extérieur

#### Critères de départage
Selon l'article 16.01 du règlement de la compétition, en cas d’égalité de points de plusieurs équipes à l'issue des matches de groupe, les critères suivants sont appliqués dans l'ordre indiqué pour établir leur classement :
1. plus grand nombre de points obtenus dans les matches de groupe disputés entre les équipes concernées ;
2. meilleure différence de buts dans les matches du groupe disputés entre les équipes concernées;
3. plus grand nombre de buts marqués dans les matches du groupe disputés entre les équipes concernées;
4. si, après l’application des critères 1 à 3, plusieurs équipes sont toujours à égalité, les critères 1 à 3 sont à nouveau appliqués exclusivement aux matches entre les équipes concernées afin de déterminer leur classement final. Si cette procédure ne donne pas de résultat, les critères 5 à 11 s’appliquent;
5. meilleure différence de buts dans tous les matches du groupe;
6. plus grand nombre de buts marqués dans tous les matches du groupe;
7. plus grand nombre de buts marqués à l’extérieur dans tous les matches du groupe;
8. plus grand nombre de victoires dans tous les matches du groupe;
9. plus grand nombre de victoires à l'extérieur dans tous les matches du groupe;
10. total le plus faible de points disciplinaires sur la base uniquement des cartons jaunes et des cartons rouges reçus durant tous les matches du groupe (carton rouge = 3 points, carton jaune = 1 point, expulsion pour deux cartons jaunes au cours d'un match = 3 points);
11. meilleur coefficient de club.

#### Groupe A
| Rang | Équipe        | Pts | J | G | N | P | Bp | Bc | Diff |  | Résultats (▼ dom., ► ext.) |     |     |     |     |
| ---- | ------------- | --- | - | - | - | - | -- | -- | ---- |  | -------------------------- | --- | --- | --- | --- |
| 1    | Arsenal FC    | 15  | 6 | 5 | 0 | 1 | 8  | 3  | +5   |  | Arsenal FC                 |     | 1-0 | 3-0 | 1-0 |
| 2    | PSV Eindhoven | 13  | 6 | 4 | 1 | 1 | 15 | 4  | +11  |  | PSV Eindhoven              | 2-0 |     | 1-1 | 5-0 |
| 3    | FK Bodø/Glimt | 4   | 6 | 1 | 1 | 4 | 5  | 10 | -5   |  | FK Bodø/Glimt              | 0-1 | 1-2 |     | 2-1 |
| 4    | FC Zurich     | 3   | 6 | 1 | 0 | 5 | 5  | 16 | -11  |  | FC Zurich                  | 1-2 | 1-5 | 2-1 |     |

#### Groupe B
| Rang | Équipe           | Pts | J | G | N | P | Bp | Bc | Diff |  | Résultats (▼ dom., ► ext.) |     |     |     |     |
| ---- | ---------------- | --- | - | - | - | - | -- | -- | ---- |  | -------------------------- | --- | --- | --- | --- |
| 1    | Fenerbahçe SK    | 14  | 6 | 4 | 2 | 0 | 13 | 7  | +6   |  | Fenerbahçe SK              |     | 3-3 | 2-0 | 2-1 |
| 2    | Stade rennais FC | 12  | 6 | 3 | 3 | 0 | 11 | 8  | +3   |  | Stade rennais FC           | 2-2 |     | 1-1 | 2-1 |
| 3    | AEK Larnaca      | 5   | 6 | 1 | 2 | 3 | 7  | 10 | -3   |  | AEK Larnaca                | 1-2 | 1-2 |     | 3-3 |
| 4    | Dynamo Kiev      | 1   | 6 | 0 | 1 | 5 | 5  | 11 | -6   |  | Dynamo Kiev                | 0-2 | 0-1 | 0-1 |     |

#### Groupe C
| Rang | Équipe             | Pts | J | G | N | P | Bp | Bc | Diff |  | Résultats (▼ dom., ► ext.) |     |     |     |     |
| ---- | ------------------ | --- | - | - | - | - | -- | -- | ---- |  | -------------------------- | --- | --- | --- | --- |
| 1    | Real Betis         | 16  | 6 | 5 | 1 | 0 | 12 | 4  | +8   |  | Real Betis                 |     | 1-1 | 3-2 | 3-0 |
| 2    | AS Rome            | 10  | 6 | 3 | 1 | 2 | 11 | 7  | +4   |  | AS Rome                    | 1-2 |     | 3-1 | 3-0 |
| 3    | Ludogorets Razgrad | 7   | 6 | 2 | 1 | 3 | 8  | 9  | -1   |  | Ludogorets Razgrad         | 0-1 | 2-1 |     | 2-0 |
| 4    | HJK Helsinki       | 1   | 6 | 0 | 1 | 5 | 2  | 13 | -11  |  | HJK Helsinki               | 0-2 | 1-2 | 1-1 |     |

#### Groupe D
| Rang | Équipe               | Pts | J | G | N | P | Bp | Bc | Diff |  | Résultats (▼ dom., ► ext.) |     |     |     |     |
| ---- | -------------------- | --- | - | - | - | - | -- | -- | ---- |  | -------------------------- | --- | --- | --- | --- |
| 1    | Union Saint-Gilloise | 13  | 6 | 4 | 1 | 1 | 11 | 7  | +4   |  | Union Saint-Gilloise       |     | 0-1 | 3-3 | 3-2 |
| 2    | Union Berlin         | 12  | 6 | 4 | 0 | 2 | 4  | 2  | +2   |  | Union Berlin               | 0-1 |     | 1-0 | 1-0 |
| 3    | SC Braga             | 10  | 6 | 3 | 1 | 2 | 9  | 7  | +2   |  | SC Braga                   | 1-2 | 1-0 |     | 2-1 |
| 4    | Malmö FF             | 0   | 6 | 0 | 0 | 6 | 3  | 11 | -8   |  | Malmö FF                   | 0-2 | 0-1 | 0-2 |     |

#### Groupe E
| Rang | Équipe            | Pts | J | G | N | P | Bp | Bc | Diff |  | Résultats (▼ dom., ► ext.) |     |     |     |     |
| ---- | ----------------- | --- | - | - | - | - | -- | -- | ---- |  | -------------------------- | --- | --- | --- | --- |
| 1    | Real Sociedad     | 15  | 6 | 5 | 0 | 1 | 10 | 2  | +8   |  | Real Sociedad              |     | 0-1 | 3-0 | 2-1 |
| 2    | Manchester United | 15  | 6 | 5 | 0 | 1 | 10 | 3  | +7   |  | Manchester United          | 0-1 |     | 3-0 | 1-0 |
| 3    | Sheriff Tiraspol  | 6   | 6 | 2 | 0 | 4 | 4  | 10 | -6   |  | Sheriff Tiraspol           | 0-2 | 0-2 |     | 1-0 |
| 4    | Omónia Nicosie    | 0   | 6 | 0 | 0 | 6 | 3  | 12 | -9   |  | Omónia Nicosie             | 0-2 | 2-3 | 0-3 |     |

#### Groupe F
| Rang | Équipe              | Pts | J | G | N | P | Bp | Bc | Diff |  | Résultats (▼ dom., ► ext.) |     |     |     |     |
| ---- | ------------------- | --- | - | - | - | - | -- | -- | ---- |  | -------------------------- | --- | --- | --- | --- |
| 1    | Feyenoord Rotterdam | 8   | 6 | 2 | 2 | 2 | 13 | 9  | +4   |  | Feyenoord Rotterdam        |     | 2-2 | 1-0 | 6-0 |
| 2    | FC Midtjylland      | 8   | 6 | 2 | 2 | 2 | 12 | 8  | +4   |  | FC Midtjylland             | 2-2 |     | 5-1 | 2-0 |
| 3    | SS Lazio            | 8   | 6 | 2 | 2 | 2 | 9  | 11 | -2   |  | SS Lazio                   | 4-2 | 2-1 |     | 2-2 |
| 4    | Sturm Graz          | 8   | 6 | 2 | 2 | 2 | 4  | 10 | -6   |  | Sturm Graz                 | 1-0 | 1-0 | 0-0 |     |

De manière inédite, les quatre équipes du groupe F terminent la phase de groupes avec chacune 8 points au compteur. Sturm Graz devient ainsi la première équipe de l'histoire de la compétition à terminer dernier de son groupe avec autant de points.

#### Groupe G
| Rang | Équipe      | Pts | J | G | N | P | Bp | Bc | Diff |  | Résultats (▼ dom., ► ext.) |     |     |     |     |
| ---- | ----------- | --- | - | - | - | - | -- | -- | ---- |  | -------------------------- | --- | --- | --- | --- |
| 1    | SC Fribourg | 14  | 6 | 4 | 2 | 0 | 13 | 3  | +10  |  | SC Fribourg                |     | 2-0 | 2-1 | 1-1 |
| 2    | FC Nantes   | 9   | 6 | 3 | 0 | 3 | 6  | 11 | -5   |  | FC Nantes                  | 0-4 |     | 2-1 | 2-1 |
| 3    | Qarabağ FK  | 8   | 6 | 2 | 2 | 2 | 9  | 5  | +4   |  | Qarabağ FK                 | 1-1 | 3-0 |     | 0-0 |
| 4    | Olympiakós  | 2   | 6 | 0 | 2 | 4 | 2  | 11 | -9   |  | Olympiakós                 | 0-3 | 0-2 | 0-3 |     |

#### Groupe H
| Rang | Équipe                   | Pts | J | G | N | P | Bp | Bc | Diff |  | Résultats (▼ dom., ► ext.) |     |     |     |     |
| ---- | ------------------------ | --- | - | - | - | - | -- | -- | ---- |  | -------------------------- | --- | --- | --- | --- |
| 1    | Ferencváros TC           | 10  | 6 | 3 | 1 | 2 | 8  | 9  | -1   |  | Ferencváros TC             |     | 1-1 | 3-2 | 2-1 |
| 2    | AS Monaco                | 10  | 6 | 3 | 1 | 2 | 9  | 8  | +1   |  | AS Monaco                  | 0-1 |     | 3-1 | 4-1 |
| 3    | Trabzonspor              | 9   | 6 | 3 | 0 | 3 | 10 | 9  | +1   |  | Trabzonspor                | 1-0 | 4-0 |     | 2-1 |
| 4    | Étoile rouge de Belgrade | 6   | 6 | 2 | 0 | 4 | 9  | 11 | -2   |  | Étoile rouge de Belgrade   | 4-1 | 0-1 | 2-1 |     |

## Phase finale
Séville

Betis
Séville FC

### Barrages de la phase à élimination directe
Les deuxièmes de groupe de la Ligue Europa, rejoints par les huit équipes ayant terminé troisièmes de leur groupe en Ligue des champions, participent aux barrages de la phase à élimination directe de la Ligue Europa.
Les huit vainqueurs de ces barrages retrouveront les huit vainqueurs de groupe de la Ligue Europa en huitièmes de finale. 
Les clubs repêchés de la Ligue des champions jouent le match aller à domicile tandis que les clubs ayant fini deuxièmes des groupes de Ligue Europa jouent le match retour à domicile.
Deux équipes d'une même association nationale ne peuvent pas se rencontrer en barrage. Le tirage au sort a lieu le 7 novembre 2022 à Nyon.
| Groupe | 2e de groupe      | 3e de groupe de Ligue des champions |
| ------ | ----------------- | ----------------------------------- |
| A      | PSV Eindhoven     | Ajax Amsterdam                      |
| B      | Stade rennais FC  | Bayer Leverkusen                    |
| C      | AS Rome           | FC Barcelone                        |
| D      | Union Berlin      | Sporting CP                         |
| E      | Manchester United | RB Salzbourg                        |
| F      | FC Midtjylland    | Chakhtar Donetsk                    |
| G      | FC Nantes         | Séville FC                          |
| H      | AS Monaco         | Juventus FC                         |

Les matchs aller se jouent le 16 février 2023 tandis que les matchs retour se déroulent le 23 février 2023.
| Équipe           | Aller | Total             | Retour   | Équipe            |
| ---------------- | ----- | ----------------- | -------- | ----------------- |
| FC Barcelone     | 2 - 2 | 3 - 4             | 1 - 2    | Manchester United |
| Juventus FC      | 1 - 1 | 4 - 1             | 3 - 0    | FC Nantes         |
| Sporting CP      | 1 - 1 | 5 - 1             | 4 - 0    | FC Midtjylland    |
| Chakhtar Donetsk | 2 - 1 | 3 - 3 (5 - 4 tab) | 1 - 2 ap | Stade rennais FC  |
| Ajax Amsterdam   | 0 - 0 | 1 - 3             | 1 - 3    | Union Berlin      |
| Bayer Leverkusen | 2 - 3 | 5 - 5 (5 - 3 tab) | 3 - 2 ap | AS Monaco         |
| Séville FC       | 3 - 0 | 3 - 2             | 0 - 2    | PSV Eindhoven     |
| RB Salzbourg     | 1 - 0 | 1 - 2             | 0 - 2    | AS Rome           |

### Huitièmes de finale
Les vainqueurs de groupe de la Ligue Europa sont rejoints par les huit équipes vainqueurs des barrages de la phase à élimination directe.
Deux équipes d'une même association nationale ne peuvent pas se rencontrer en huitièmes de finale. Cette restriction est levée ensuite à partir des quarts de finale. Le tirage au sort a lieu le 24 février 2023 à Nyon. Les huitièmes de finale se jouent le 9 mars pour les matchs aller et le 16 mars pour les matchs retour.
| Vainqueur de groupe           | Vainqueur des barrages |
| ----------------------------- | ---------------------- |
| Arsenal FC (Grp. A)           | Manchester United      |
| Fenerbahçe SK (Grp. B)        | Juventus FC            |
| Real Betis (Grp. C)           | Sporting CP            |
| Union Saint-Gilloise (Grp. D) | Chakhtar Donetsk       |
| Real Sociedad (Grp. E)        | Union Berlin           |
| Feyenoord Rotterdam (Grp. F)  | Bayer Leverkusen       |
| SC Fribourg (Grp. G)          | Séville FC             |
| Ferencváros TC (Grp. H)       | AS Rome                |

| Équipe            | Aller | Total             | Retour   | Équipe               |
| ----------------- | ----- | ----------------- | -------- | -------------------- |
| Union Berlin      | 3 - 3 | 3 - 6             | 0 - 3    | Union Saint-Gilloise |
| Séville FC        | 2 - 0 | 2 - 1             | 0 - 1    | Fenerbahce SK        |
| Juventus FC       | 1 - 0 | 3 - 0             | 2 - 0    | SC Fribourg          |
| Bayer Leverkusen  | 2 - 0 | 4 - 0             | 2 - 0    | Ferencváros TC       |
| Sporting CP       | 2 - 2 | 3 - 3 (5 - 3 tab) | 1 - 1 ap | Arsenal FC           |
| Manchester United | 4 - 1 | 5 - 1             | 1 - 0    | Real Betis           |
| AS Rome           | 2 - 0 | 2 - 0             | 0 - 0    | Real Sociedad        |
| Chakhtar Donetsk  | 1 - 1 | 2 - 8             | 1 - 7    | Feyenoord Rotterdam  |

### Quarts de finale
Le tirage au sort des quarts de finale, demi-finales et finale a lieu le 17 mars 2023 à Nyon. Les quarts de finale se jouent le 13 avril pour les matchs aller, et le 20 avril pour les matchs retour.
| Équipe              | Aller | Total | Retour   | Équipe               |
| ------------------- | ----- | ----- | -------- | -------------------- |
| Manchester United   | 2 - 2 | 2 - 5 | 0 - 3    | Séville FC           |
| Juventus FC         | 1 - 0 | 2 - 1 | 1 - 1    | Sporting CP          |
| Bayer Leverkusen    | 1 - 1 | 5 - 2 | 4 - 1    | Union Saint-Gilloise |
| Feyenoord Rotterdam | 1 - 0 | 2 - 4 | 1 - 4 ap | AS Rome              |

### Demi-finales
Les matchs aller se déroulent le 11 mai, et les matchs retour le 18 mai.
| Équipe      | Aller | Total | Retour   | Équipe           |
| ----------- | ----- | ----- | -------- | ---------------- |
| Juventus FC | 1 - 1 | 2 - 3 | 1 - 2 ap | Séville FC       |
| AS Rome     | 1 - 0 | 1 - 0 | 0 - 0    | Bayer Leverkusen |

### Finale
La finale se déroule le mercredi 31 mai 2023 au Stade Ferenc-Puskás de Budapest en Hongrie.
| Équipe     | Score             | Équipe  |
| ---------- | ----------------- | ------- |
| Séville FC | 1 - 1 (4 - 1 tab) | AS Rome |

### Tableau final
|  | Huitièmes de finale  | Huitièmes de finale  | Huitièmes de finale  | Huitièmes de finale  |                     |                     | Quarts de finale | Quarts de finale | Quarts de finale | Quarts de finale |  |  | Demi-finales | Demi-finales | Demi-finales | Demi-finales |  |  | Finale                                      | Finale | Finale | Finale |
|  |                      |                      |                      |                      |                     |                     |                  |                  |                  |                  |  |  |              |              |              |              |  |  |                                             |        |        |        |
|  |                      |                      |                      |                      |                     |                     |                  |                  |                  |                  |  |  |              |              |              |              |  |  | 31 mai 2023 - Stade Ferenc-Puskás, Budapest |        |        |        |
|  | Juventus FC          | Juventus FC          | 1                    | 2                    |                     |                     |                  |                  |                  |                  |  |  |              |              |              |              |  |  |                                             |        |        |        |
|  | Juventus FC          | Juventus FC          | 1                    | 2                    |                     |                     |                  |                  |                  |                  |  |  |              |              |              |              |  |  |                                             |        |        |        |
|  | SC Fribourg          | SC Fribourg          | 0                    | 0                    |                     |                     |                  |                  |                  |                  |  |  |              |              |              |              |  |  |                                             |        |        |        |
|  | SC Fribourg          | SC Fribourg          | 0                    | 0                    | Juventus FC         | Juventus FC         | 1                | 1                |                  |                  |  |  |              |              |              |              |  |  |                                             |        |        |        |
|  |                      |                      |                      |                      | Juventus FC         | Juventus FC         | 1                | 1                |                  |                  |  |  |              |              |              |              |  |  |                                             |        |        |        |
|  |                      |                      | Sporting CP          | Sporting CP          | 0                   | 1                   |                  |                  |                  |                  |  |  |              |              |              |              |  |  |                                             |        |        |        |
|  | Sporting CP          | Sporting CP          | Sporting CP          | Sporting CP          | 0                   | 1                   | 2                | 1 (5)            |                  |                  |  |  |              |              |              |              |  |  |                                             |        |        |        |
|  | Sporting CP          | Sporting CP          |                      |                      |                     |                     |                  | 1 (5)            |                  |                  |  |  |              |              |              |              |  |  |                                             |        |        |        |
|  | Arsenal FC           | Arsenal FC           | 2                    | 1 (3)                |                     |                     |                  |                  |                  |                  |  |  |              |              |              |              |  |  |                                             |        |        |        |
|  | Arsenal FC           | Arsenal FC           | 2                    | 1 (3)                | Juventus FC         | Juventus FC         | 1                | 1                |                  |                  |  |  |              |              |              |              |  |  |                                             |        |        |        |
|  |                      |                      |                      |                      | Juventus FC         | Juventus FC         | 1                | 1                |                  |                  |  |  |              |              |              |              |  |  |                                             |        |        |        |
|  |                      |                      | Séville FC           | Séville FC           | 1                   | 2 ap                |                  |                  |                  |                  |  |  |              |              |              |              |  |  |                                             |        |        |        |
|  | Manchester United    | Manchester United    | Séville FC           | Séville FC           | 1                   | 2 ap                | 4                | 1                |                  |                  |  |  |              |              |              |              |  |  |                                             |        |        |        |
|  | Manchester United    | Manchester United    |                      |                      |                     |                     |                  | 1                |                  |                  |  |  |              |              |              |              |  |  |                                             |        |        |        |
|  | Real Betis           | Real Betis           | 1                    | 0                    |                     |                     |                  |                  |                  |                  |  |  |              |              |              |              |  |  |                                             |        |        |        |
|  | Real Betis           | Real Betis           | 1                    | 0                    | Manchester United   | Manchester United   | 2                | 0                |                  |                  |  |  |              |              |              |              |  |  |                                             |        |        |        |
|  |                      |                      |                      |                      | Manchester United   | Manchester United   | 2                | 0                |                  |                  |  |  |              |              |              |              |  |  |                                             |        |        |        |
|  |                      |                      | Séville FC           | Séville FC           | 2                   | 3                   |                  |                  |                  |                  |  |  |              |              |              |              |  |  |                                             |        |        |        |
|  | Séville FC           | Séville FC           | Séville FC           | Séville FC           | 2                   | 3                   | 2                | 0                |                  |                  |  |  |              |              |              |              |  |  |                                             |        |        |        |
|  | Séville FC           | Séville FC           |                      |                      |                     |                     |                  | 0                |                  |                  |  |  |              |              |              |              |  |  |                                             |        |        |        |
|  | Fenerbahçe SK        | Fenerbahçe SK        | 0                    | 1                    |                     |                     |                  |                  |                  |                  |  |  |              |              |              |              |  |  |                                             |        |        |        |
|  | Fenerbahçe SK        | Fenerbahçe SK        | 0                    | 1                    | Séville FC          | Séville FC          | 1 (4)            | 1 (4)            |                  |                  |  |  |              |              |              |              |  |  |                                             |        |        |        |
|  |                      |                      |                      |                      | Séville FC          | Séville FC          | 1 (4)            | 1 (4)            |                  |                  |  |  |              |              |              |              |  |  |                                             |        |        |        |
|  |                      |                      | AS Rome              | AS Rome              | 1 (1)               | 1 (1)               |                  |                  |                  |                  |  |  |              |              |              |              |  |  |                                             |        |        |        |
|  | Chakhtar Donetsk     | Chakhtar Donetsk     | AS Rome              | AS Rome              | 1 (1)               | 1 (1)               | 1                | 1                |                  |                  |  |  |              |              |              |              |  |  |                                             |        |        |        |
|  | Chakhtar Donetsk     | Chakhtar Donetsk     |                      |                      |                     |                     |                  | 1                |                  |                  |  |  |              |              |              |              |  |  |                                             |        |        |        |
|  | Feyenoord Rotterdam  | Feyenoord Rotterdam  | 1                    | 7                    |                     |                     |                  |                  |                  |                  |  |  |              |              |              |              |  |  |                                             |        |        |        |
|  | Feyenoord Rotterdam  | Feyenoord Rotterdam  | 1                    | 7                    | Feyenoord Rotterdam | Feyenoord Rotterdam | 1                | 1                |                  |                  |  |  |              |              |              |              |  |  |                                             |        |        |        |
|  |                      |                      |                      |                      | Feyenoord Rotterdam | Feyenoord Rotterdam | 1                | 1                |                  |                  |  |  |              |              |              |              |  |  |                                             |        |        |        |
|  |                      |                      | AS Rome              | AS Rome              | 0                   | 4 ap                |                  |                  |                  |                  |  |  |              |              |              |              |  |  |                                             |        |        |        |
|  | AS Rome              | AS Rome              | AS Rome              | AS Rome              | 0                   | 4 ap                | 2                | 0                |                  |                  |  |  |              |              |              |              |  |  |                                             |        |        |        |
|  | AS Rome              | AS Rome              |                      |                      |                     |                     |                  | 0                |                  |                  |  |  |              |              |              |              |  |  |                                             |        |        |        |
|  | Real Sociedad        | Real Sociedad        | 0                    | 0                    |                     |                     |                  |                  |                  |                  |  |  |              |              |              |              |  |  |                                             |        |        |        |
|  | Real Sociedad        | Real Sociedad        | 0                    | 0                    | AS Rome             | AS Rome             | 1                | 0                |                  |                  |  |  |              |              |              |              |  |  |                                             |        |        |        |
|  |                      |                      |                      |                      | AS Rome             | AS Rome             | 1                | 0                |                  |                  |  |  |              |              |              |              |  |  |                                             |        |        |        |
|  |                      |                      | Bayer Leverkusen     | Bayer Leverkusen     | 0                   | 0                   |                  |                  |                  |                  |  |  |              |              |              |              |  |  |                                             |        |        |        |
|  | Bayer Leverkusen     | Bayer Leverkusen     | Bayer Leverkusen     | Bayer Leverkusen     | 0                   | 0                   | 2                | 2                |                  |                  |  |  |              |              |              |              |  |  |                                             |        |        |        |
|  | Bayer Leverkusen     | Bayer Leverkusen     |                      |                      |                     |                     |                  | 2                |                  |                  |  |  |              |              |              |              |  |  |                                             |        |        |        |
|  | Ferencváros TC       | Ferencváros TC       | 0                    | 0                    |                     |                     |                  |                  |                  |                  |  |  |              |              |              |              |  |  |                                             |        |        |        |
|  | Ferencváros TC       | Ferencváros TC       | 0                    | 0                    | Bayer Leverkusen    | Bayer Leverkusen    | 1                | 4                |                  |                  |  |  |              |              |              |              |  |  |                                             |        |        |        |
|  |                      |                      |                      |                      | Bayer Leverkusen    | Bayer Leverkusen    | 1                | 4                |                  |                  |  |  |              |              |              |              |  |  |                                             |        |        |        |
|  |                      |                      | Union Saint-Gilloise | Union Saint-Gilloise | 1                   | 1                   |                  |                  |                  |                  |  |  |              |              |              |              |  |  |                                             |        |        |        |
|  | Union Berlin         | Union Berlin         | Union Saint-Gilloise | Union Saint-Gilloise | 1                   | 1                   | 3                | 0                |                  |                  |  |  |              |              |              |              |  |  |                                             |        |        |        |
|  | Union Berlin         | Union Berlin         |                      |                      |                     |                     |                  | 0                |                  |                  |  |  |              |              |              |              |  |  |                                             |        |        |        |
|  | Union Saint-Gilloise | Union Saint-Gilloise | 3                    | 3                    |                     |                     |                  |                  |                  |                  |  |  |              |              |              |              |  |  |                                             |        |        |        |
|  | Union Saint-Gilloise | Union Saint-Gilloise | 3                    | 3                    |                     |                     |                  |                  |                  |                  |  |  |              |              |              |              |  |  |                                             |        |        |        |
|  |                      |                      |                      |                      |                     |                     |                  |                  |                  |                  |  |  |              |              |              |              |  |  |                                             |        |        |        |

## Statistiques

### Classements des buteurs et des passeurs décisifs
Statistiques officielles de l'UEFA, rencontres de la phase qualificative exclues.
| Rang | Buteur             | Club                 | Buts | Passes | Minutes jouées |
| ---- | ------------------ | -------------------- | ---- | ------ | -------------- |
| 1    | Victor Boniface    | Union saint-gilloise | 6    | 2      | 777            |
| 1    | Marcus Rashford    | Manchester United    | 6    | 1      | 560            |
| 3    | Paulo Dybala       | AS Rome              | 5    | 1      | 668            |
| 4    | Santiago Giménez   | Feyenoord Rotterdam  | 5    | 0      | 432            |
| 5    | Lorenzo Pellegrini | AS Rome              | 4    | 4      | 1167           |
| 6    | Vítor Oliveira     | SC Braga             | 4    | 1      | 406            |
| 7    | Wissam Ben Yedder  | AS Monaco            | 4    | 1      | 528            |
| 8    | Youssef En-Nesyri  | FC Séville           | 4    | 1      | 720            |
| 9    | Robin Knoche       | Union Berlin         | 4    | 1      | 892            |
| 10   | Ángel Di María     | Juventus             | 4    | 0      | 554            |

| Rang | Passeur              | Club                 | Passes | Buts | Minutes jouées |
| ---- | -------------------- | -------------------- | ------ | ---- | -------------- |
| 1    | Evander              | FC Midtjylland       | 5      | 1    | 514            |
| 2    | Lorenzo Pellegrini   | AS Rome              | 4      | 4    | 1167           |
| 3    | Anastásios Bakasétas | Trabzonspor          | 4      | 3    | 463            |
| 4    | Loïc Lapoussin       | Union saint-gilloise | 4      | 1    | 740            |
| 5    | Bruno Fernandes      | Manchester United    | 4      | 1    | 866            |
| 6    | Tammy Abraham        | AS Rome              | 4      | 1    | 794            |
| 7    | Cody Gakpo           | PSV Eindhoven        | 3      | 3    | 370            |
| 8    | Oussama Idrissi      | Feyenoord Rotterdam  | 3      | 3    | 404            |
| 9    | Ludovic Blas         | FC Nantes            | 3      | 3    | 675            |
| 10   | Teddy Teuma          | Union saint-gilloise | 3      | 3    | 776            |

### Joueurs de la semaine
| Journée                    | Joueur              | Club                 |
| -------------------------- | ------------------- | -------------------- |
| Journée 1                  | Matías Vecino       | Lazio Rome           |
| Journée 2                  | Michael Gregoritsch | SC Fribourg          |
| Journée 3                  | Marcus Rashford     | Manchester United    |
| Journée 4                  | Vítor Oliveira      | SC Braga             |
| Journée 5                  | Amine Gouiri        | Stade rennais FC     |
| Journée 6                  | Kevin Volland       | AS Monaco            |
| Barrages aller             | Marcus Rashford     | Manchester United    |
| Barrages retour            | Ángel Di María      | Juventus FC          |
| Huitièmes de finale aller  | Victor Boniface     | Union Saint-Gilloise |
| Huitièmes de finale retour | Antonio Adán        | Sporting CP          |
| Quarts de finale aller     | Marcel Sabitzer     | Manchester United    |
| Quarts de finale retour    | Youssef En-Nesyri   | Séville FC           |
| Demi-finales aller         | Ivan Rakitić        | Séville FC           |
| Demi-finales retour        | Erik Lamela         | Séville FC           |
| Finale                     | Yassine Bounou      | Séville FC           |

### Équipe de la saison
| Poste      | Joueurs            | Club                 |
| ---------- | ------------------ | -------------------- |
| Gardien    | Yassine Bounou     | Séville FC           |
| Défenseurs | Jesús Navas        | Séville FC           |
| Défenseurs | Jonathan Tah       | Bayer Leverkusen     |
| Défenseurs | Chris Smalling     | AS Roma              |
| Défenseurs | Marcos Acuña       | Séville FC           |
| Milieux    | Ivan Rakitić       | Séville FC           |
| Milieux    | Nemanja Matić      | AS Roma              |
| Milieux    | Lorenzo Pellegrini | AS Roma              |
| Milieux    | Paulo Dybala       | AS Roma              |
| Attaquants | Victor Boniface    | Union Saint-Gilloise |
| Attaquants | Marcus Rashford    | Manchester United    |

### Meilleur joueur et meilleur jeune joueur
L'Espagnol Jesús Navas du Séville FC est nommé meilleur joueur de la compétition tandis que l'Allemand Florian Wirtz du Bayer Leverkusen est nommé meilleur jeune joueur.

## Nombres d'équipes par pays et par tour
L'ordre des fédérations est établi suivant le classement UEFA des pays en 2022. Les clubs repêchés de la Ligue des champions apparaissent en italique.
| Association |       | Barrages                     | +   | Phase de groupes          | +  | Barrages à élimination directe | Huitièmes de finale            | Quarts de finale | Demi-finales     | Finale    |
| ----------- | ----- | ---------------------------- | --- | ------------------------- | -- | ------------------------------ | ------------------------------ | ---------------- | ---------------- | --------- |
| Angleterre  |       |                              | +2  | 2 Arsenal, Manchester     |    | 1 Manchester                   | 2 Arsenal, Manchester          | 1 Manchester     |                  |           |
| Espagne     |       |                              | +2  | 2 Betis, Sociedad         | +2 | 2 Barcelone, Séville           | 3 Betis, Séville, Sociedad     | 1 Séville        | 1 Séville        | 1 Séville |
| Italie      |       |                              | +2  | 2 Lazio, Rome             | +1 | 2 Juventus, Rome               | 2 Juventus, Rome               | 2 Juventus, Rome | 2 Juventus, Rome | 1 Rome    |
| Allemagne   |       |                              | +2  | 2 Berlin, Fribourg        | +1 | 2 Berlin, Leverkusen           | 3 Berlin, Fribourg, Leverkusen | 1 Leverkusen     | 1 Leverkusen     |           |
| France      |       |                              | +3  | 3 Monaco, Nantes, Rennes  |    | 3 Monaco, Nantes, Rennes       |                                |                  |                  |           |
| Portugal    |       |                              | +1  | 1 Braga                   | +1 | 1 Sporting                     | 1 Sporting                     | 1 Sporting       |                  |           |
| Pays-Bas    |       |                              | +2  | 2 Eindhoven, Rotterdam    | +1 | 2 Ajax, Eindhoven              | 1 Rotterdam                    | 1 Rotterdam      |                  |           |
| Belgique    |       | 1 Gantoise                   | +1  | 1 Saint-Gilles            |    |                                | 1 Saint-Gilles                 | 1 Saint-Gilles   |                  |           |
| Autriche    |       | 1 Vienne                     | +1  | 1 Graz                    | +1 | 1 Salzbourg                    |                                |                  |                  |           |
| Écosse      |       | 1 Midlothian                 |     |                           |    |                                |                                |                  |                  |           |
| Ukraine     |       | 1 Dnipro                     | +1  | 1 Kiev                    | +1 | 1 Donetsk                      | 1 Donetsk                      |                  |                  |           |
| Turquie     |       | 2 Fenerbahçe, Sivasspor      | +1  | 2 Fenerbahçe, Trabzonspor |    |                                | 1 Fenerbahçe                   |                  |                  |           |
| Danemark    |       | 1 Silkeborg                  | +1  | 1 Midtjylland             |    | 1 Midtjylland                  |                                |                  |                  |           |
| Chypre      |       | 3 Larnaca, Limassol, Nicosie |     | 2 Larnaca, Nicosie        |    |                                |                                |                  |                  |           |
| Serbie      |       |                              | +1  | 1 Belgrade                |    |                                |                                |                  |                  |           |
| Suisse      |       | 1 Zurich                     |     | 1 Zurich                  |    |                                |                                |                  |                  |           |
| Grèce       |       | 1 Olympiakós                 |     | 1 Olympiakós              |    |                                |                                |                  |                  |           |
| Norvège     |       |                              | +1  | 1 Bodø/Glimt              |    |                                |                                |                  |                  |           |
| Suède       |       | 1 Malmö                      |     | 1 Malmö                   |    |                                |                                |                  |                  |           |
| Bulgarie    |       | 1 Ludogorets                 |     | 1 Ludogorets              |    |                                |                                |                  |                  |           |
| Azebaïdjan  |       |                              | +1  | 1 Qarabağ                 |    |                                |                                |                  |                  |           |
| Hongrie     |       | 1 Ferencváros                |     | 1 Ferencváros             |    |                                | 1 Ferencváros                  |                  |                  |           |
| Lituanie    |       | 1 Vilnius                    |     |                           |    |                                |                                |                  |                  |           |
| Irlande     |       | 1 Shamrock                   |     |                           |    |                                |                                |                  |                  |           |
| Arménie     |       | 1 Pyunik                     |     |                           |    |                                |                                |                  |                  |           |
| Finlande    |       | 1 Helsinki                   |     | 1 Helsinki                |    |                                |                                |                  |                  |           |
| Moldavie    |       | 1 Tiraspol                   |     | 1 Tiraspol                |    |                                |                                |                  |                  |           |
| Total       | Total | 20                           | +22 | 32                        | +8 | 16                             | 16                             | 8                | 4                | 2         |